# Magnitud bolométrica
Magnitud Bolométrica (ya que se mide con un bolómetro) es la magnitud aparente que tendría una estrella si la emisión de energía pudiera medirse en ausencia de la atmósfera y en todas las longitudes de onda.
Se representa por Mb o mb según se trate de la absoluta o de la aparente respectivamente.
- Datos: Q891539